# مجموعة حسنة النية
نظرية المجموعة الحسنة النية هي منظور نظري للتواصل في مجموعات صغيرة تم تطويره في البداية بواسطة ليندا بوتنام وسينثيا ستول في التسعينيات. يهدف هذا المنظور إلى تزويد منظري الاتصال بنموذج صالح للمجموعات الصغيرة لإجراء الأبحاث عليه، ويركز على مبادئ الاتصال التي تحدث داخل المجموعات الاجتماعية المتكونة بشكل طبيعي. يمثل هذا تحولًا في ممارسات البحث التقليدية التي كانت تتألف في المقام الأول من دراسات على مجموعات مختبرية ذات تاريخ صفري.

## تعريف
المجموعات الحسنة النية هي مجموعات تحدث بشكل طبيعي وتظهر عنصرين أساسيين: (1) توجد بحدود مستقرة نسبيًا ولكنها قابلة للاختراق و(2) تتميز بالاعتماد المتبادل مع السياق المباشر لأعضاء المجموعة الفردية، والروابط بين الحدود والسياق. تسمح هذه الخصائص بوجود عناصر مهمة للمجموعات الصغيرة، مثل التقلب في مستوى التزام أعضاء المجموعة والشعور المشترك بالحدود.

## تطبيقات
في دعوتهما للبحث لتحويل تركيزه نحو المجموعات الحقيقية، جادل بوتنام وستول بأن هذا النموذج أكثر صحة من الناحية البيئية من دراسات الحالة البديلة، وعلى هذا النحو، فهو يعطي قراءة أكثر دقة لكيفية تصرف المجموعات الصغيرة في يوم إلى آخر على أساس يومي. علاوة على ذلك، نظرًا لأنه ساعد بالفعل في تطوير إعدادات البحث الحالية وأساليبه ومتغيراته، فمن المؤكد أنه سيستمر في تشكيل دراسات التواصل في مجموعات صغيرة. منذ طرح هذه الحجة الأولية، اتفق علماء الاجتماع بشكل عام مع بوتنام وستول، وأعادوا توجيه الكثير من أبحاثهم للتأكيد على المجموعات الحقيقية كنموذج للتواصل بين المجموعات الصغيرة.
يمكن لقادة المجموعة حسنة النية عرض عدد من الخصائص لإظهار فهم كل من ترابط المجموعة مع سياقها وحدودها القابلة للاختراق. يمكن لأولئك الذين يشغلون مناصب إشرافية أن يفعلوا الكثير للمساهمة في نجاح المجموعة، بغض النظر عما إذا كان الفريق في بيئة تطوعية أو علمانية، أو اجتمع معًا لفترة طويلة أو قصيرة من الزمن. يجب على القادة العمل على خلق ثقافة جماعية إيجابية، إلى جانب مناخ عاطفي مريح ودافئ. ويجب عليهم أن يبقوا متناغمين مع الاحتياجات الفردية لأعضاء المجموعة، وأن يظهروا دائمًا الاحترام والكرامة لهم من خلال الاستعداد لقيادة المجموعة. يجب على القادة أيضًا أن يضعوا في اعتبارهم أن النزاعات بين أعضاء المجموعة قد تنشأ، ويجب أن يكونوا مستعدين للتوسط في تلك الصراعات عند الضرورة. من خلال النظر إلى أعضاء المجموعة كفريق وليس كجمهور، سيشجع القادة جميع الأعضاء على المشاركة في المناقشات وصنع القرار، و"تعزيز تنوع الآراء، وتعزيز التفكير النقدي بشكل فعال..." من خلال منظور مجموعة حسنة النية. يُنظر إلى فرق العمل على أنها هياكل متعددة الأوجه وعاطفية ومترابطة تعمل غالبًا على تحقيق ليس فقط أهدافها الخاصة، ولكن أيضًا أهداف المنظمة التي تجد المجموعة نفسها فيها.